# Kayes
Kayes (in bambara Kayi, in soninké Xaayi) è un comune urbano del Mali, capoluogo del circondario e della regione omonimi.

## Geografia fisica
Kayes si trova sul fiume Senegal non lontano dal confine con Senegal e Mauritania. 

## Clima
La città ha un clima caldo semiarido in base alla classificazione dei climi di Köppen. Le precipitazioni si verificano tra i mesi di giugno ed ottobre a causa del monsone dell'Africa occidentale, mentre per il resto dell'anno è estremamente raro che piova. Agosto è il mese più piovoso con 215,9 mm medi e l'accumulo di pioggia annuale ammonta intorno i 650mm. 
Kayes vive tanti giorni di caldo torrido e per questo è soprannominata "la pentola a pressione dell'Africa". Durante un'intensa ondata di caldo con temperature di riferimento ad 850 hPa di 31°C, nei primi giorni di aprile 2024 nella città si registrarono ben 48,5°C diventando il nuovo record mensile del continente Africano. Attorno la città sono presenti alcune montagne ricche di ferro che contribuiscono all'aumento di giorno della temperatura. La media annuale delle temperature massime è di 36,4°C con picco tra aprile e maggio con media massime appena al di sotto dei 42°C. 
| Kayes               | Mesi | Mesi | Mesi | Mesi | Mesi | Mesi | Mesi  | Mesi  | Mesi  | Mesi | Mesi | Mesi | Stagioni | Stagioni | Stagioni | Stagioni | Anno  |
| Kayes               | Gen  | Feb  | Mar  | Apr  | Mag  | Giu  | Lug   | Ago   | Set   | Ott  | Nov  | Dic  | Inv      | Pri      | Est      | Aut      | Anno  |
| ------------------- | ---- | ---- | ---- | ---- | ---- | ---- | ----- | ----- | ----- | ---- | ---- | ---- | -------- | -------- | -------- | -------- | ----- |
| T. max. media (°C)  | 33,6 | 36,6 | 39,4 | 41,7 | 41,9 | 38,2 | 33,6  | 32,0  | 33,1  | 36,1 | 36,7 | 33,5 | 34,6     | 41,0     | 34,6     | 35,3     | 36,4  |
| T. min. media (°C)  | 16,9 | 19,3 | 22,2 | 25,5 | 28,4 | 26,6 | 24,2  | 23,3  | 23,2  | 23,0 | 20,0 | 17,2 | 17,8     | 25,4     | 24,7     | 22,1     | 22,5  |
| Precipitazioni (mm) | 0    | 0,4  | 0,1  | 0,6  | 12,0 | 82,6 | 155,2 | 215,9 | 140,9 | 41,2 | 2,7  | 1,1  | 1,5      | 12,7     | 453,7    | 184,8    | 652,7 |
| Giorni di pioggia   | 0    | 0    | 0,1  | 0,1  | 2,8  | 7,8  | 12,3  | 14,8  | 11,4  | 4,0  | 0,1  | 0,0  | 0,0      | 3,0      | 34,9     | 15,5     | 53,4  |

Nella tabella i dati delle medie mensili sono riferiti al periodo 1951-2000. I numeri di pioggia sono indicati a partire da 0,1 mm anziché lo standard 1 mm.